# Трабы
Трабы (бел. Тра́бы) — агрогородок в Ивьевском районе Гродненской области Белоруссии. Административный центр Трабского сельсовета.

## География
Агрогородок расположен в 26 км к северо-востоку от города Ивье. Населенный пункт находится на небольшой реке Клева, притоке Гавьи. Через Трабы проходит автодорога Р-48 Ивье — Гольшаны — Ошмяны. Ближайшая железнодорожная станция Яхимовщина (ветка Молодечно — Лида) находится в 9 км от населенного пункта. В 7 км к западу от аг. Трабы проходит граница с Литвой, Трабы находятся в приграничной зоне Республики Беларусь.

## История
По преданию, зафиксированному в Литовской хронике Трабы были основаны литовским князем Трабусом либо Трубасом. Первые письменные упоминания Трабов относятся к XV веку, в 1410 году здесь основан католический приход. Трабы были владением князей Гольшанских, в 1490 году перешли во владение Альбрехта Гаштольда.
В 1534 году здесь был построен деревянный костёл, открыта школа. В 1543 Трабы перешли в собственность великого князя литовского Сигизмунда Старого, который подарил их своему сыну Сигизмунду Августу. С 1558 года — центр староства, первым старостой Траб был Станислав Пац, будущий воевода витебский. Согласно административно-территориальной реформе середины XVI века поселение вошло в состав Ошмянского повета Виленского воеводства. В XVIII веке имение многократно переходило из рук в руки. В 1794 году здесь построена деревянная православная церковь св. Петра и Павла (сохранилась).

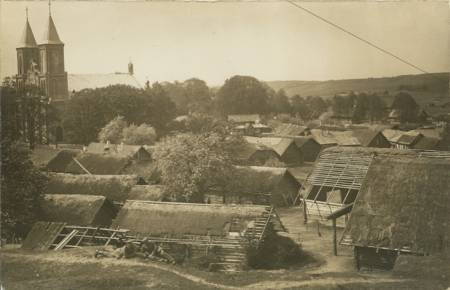
Трабы в 1917 году

В результате третьего раздела Речи Посполитой (1795) Трабы оказались в составе Российской империи, получили статус местечка и волостного центра Ошмянского уезда. В первой половине XIX века здесь работали суконная мануфактура (около 150 рабочих) и металлообрабатывающая мастерская. В 1851 году основано сельское училище (около 50 учащихся). В 1897 году в Трабах было 176 дворов, 1083 жителей, церковь, костёл, часовня, школа, еврейская школа, народное училище, водяная мельница, большое число лавок и магазинов, ежегодно проводились 4 ярмарки. В народном училище в 1897 учились 67 мальчиков и 16 девочек. В 1905 году выстроен каменный католический храм Рождества Девы Марии в неоготическом стиле. В 1915—1918 село оккупировано войсками кайзеровской Германии.
После Советско-польской войны Трабы оказались в составе межвоенной Польской Республики, где были центром гмины Воложинского повета Новогрудского воеводства. В 1921 году насчитывали 176 дворов, 981 жителя.
В 1939 году Трабы вошли в состав БССР, где стали центром сельсовета. Во время Великой Отечественной войны оккупированы с 26 июня 1941 до 7 июля 1944, частично сожжены, погибло 75 жителей. В 1970—870 жителей, в 2000—842 жителя.
По данным на начало XXI века в Трабах работают средняя школа, дошкольное учреждение, библиотека, больница, отделение связи, дом культуры.
Решением Ивьевского районного совета депутатов от 30.09.2009 № 107 деревня Трабы преобразована в агрогородок.

## События и мероприятия
- 14 мая 2023 года Трабы приняли эстафету вдоль государственной границы, посвящённую 105-летию пограничной службы Беларуси

## Достопримечательности
- Католический храм Рождества Девы Марии, 1905 год.
- Православная церковь св. Петра и Павла, 1794 год —  Историко-культурная ценность Республики Беларусь, шифр 413Г000742
- Еврейское кладбище
- Братская могила, 1944 г. — захоронение 27 воинов и партизан, погибших в годы Великой Отечественной войны, в боях за освобождение Ивьевского района от немецко-фашистских захватчиков. Среди похороненных — воины 6-й гвардейской кавалерийской дивизии имени А. Я. Пархоменко и партизаны бригады А. Невского. Всего — 27 чел.: 21 военнослужащий и 6 участников сопротивления, все 27 чел. известны. Постановлением Совета Министров Республики Беларусь от 14.05.2007 № 578 «Аб статусе гісторыка-культурных каштоўнасцей» присвоен статус историко-культурной ценности.
- Городище, XI—XVI вв. — на север от дороги на Гольшаны, на левом берегу р. Клева. Городище размером 100 х 100 метров. Занимает часть природного возвышения, с севера, юга и запада ограничено оврагами. Площадка прямоугольной формы, укрепленная валом, который в нескольких местах прерывается. Высота вала около 1,5 м. Впервые упоминается в 1893 г. Ф. В. Покровским, обследовали в 1974 г. А. Г. Колечиц, в 1984 г. Е. Г. Зверуга. Раскопки не проводились.  Историко-культурная ценность Республики Беларусь, шифр 413В000307

### Утраченное наследие
- Синагога

## Галерея

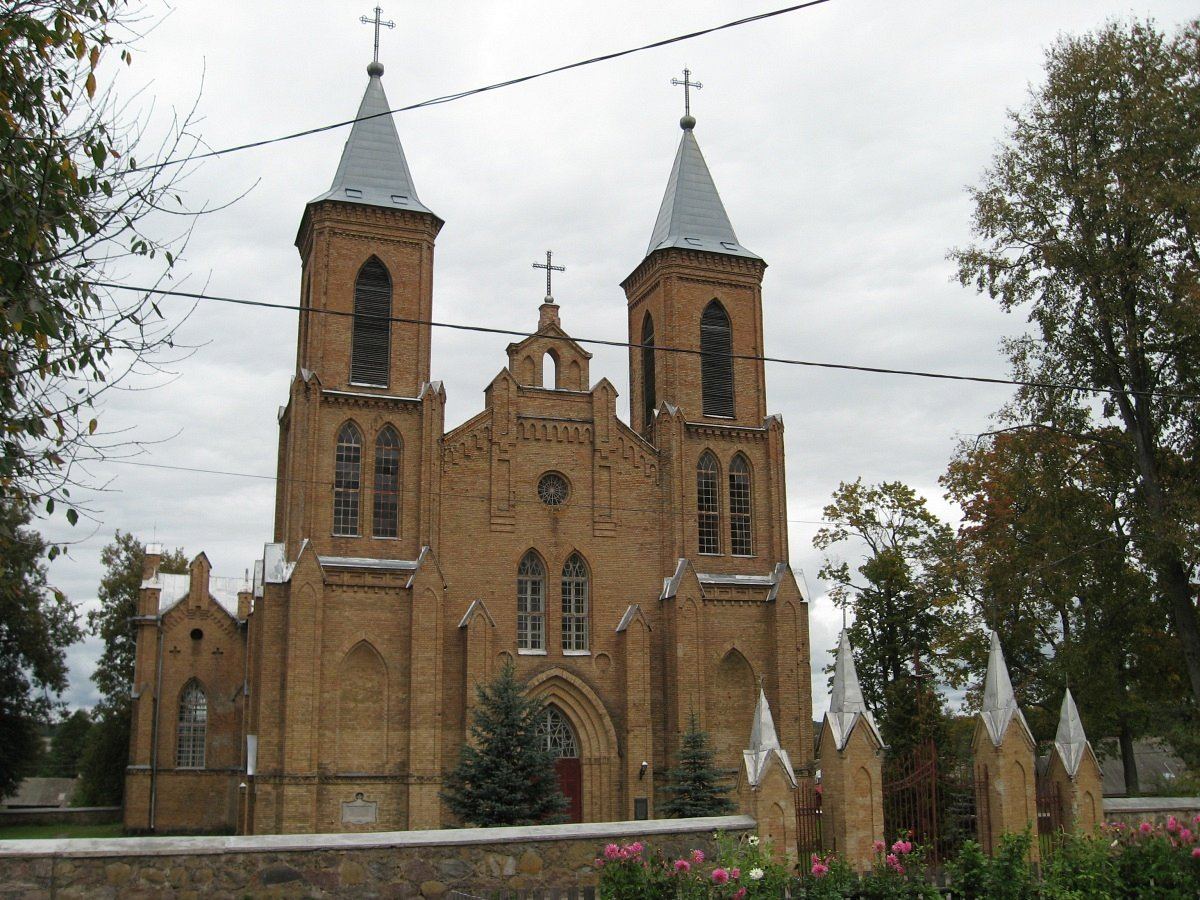
Католический храм Рождества Девы Марии
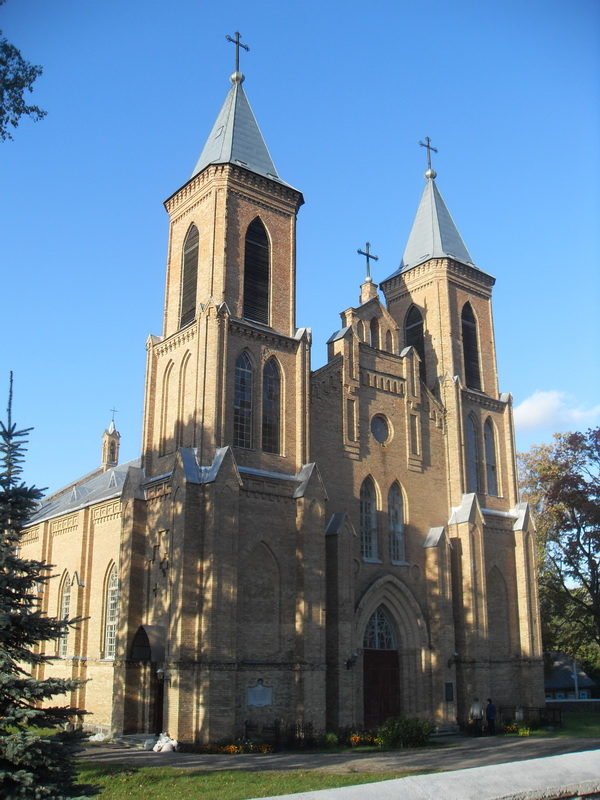
Католический храм Рождества Девы Марии
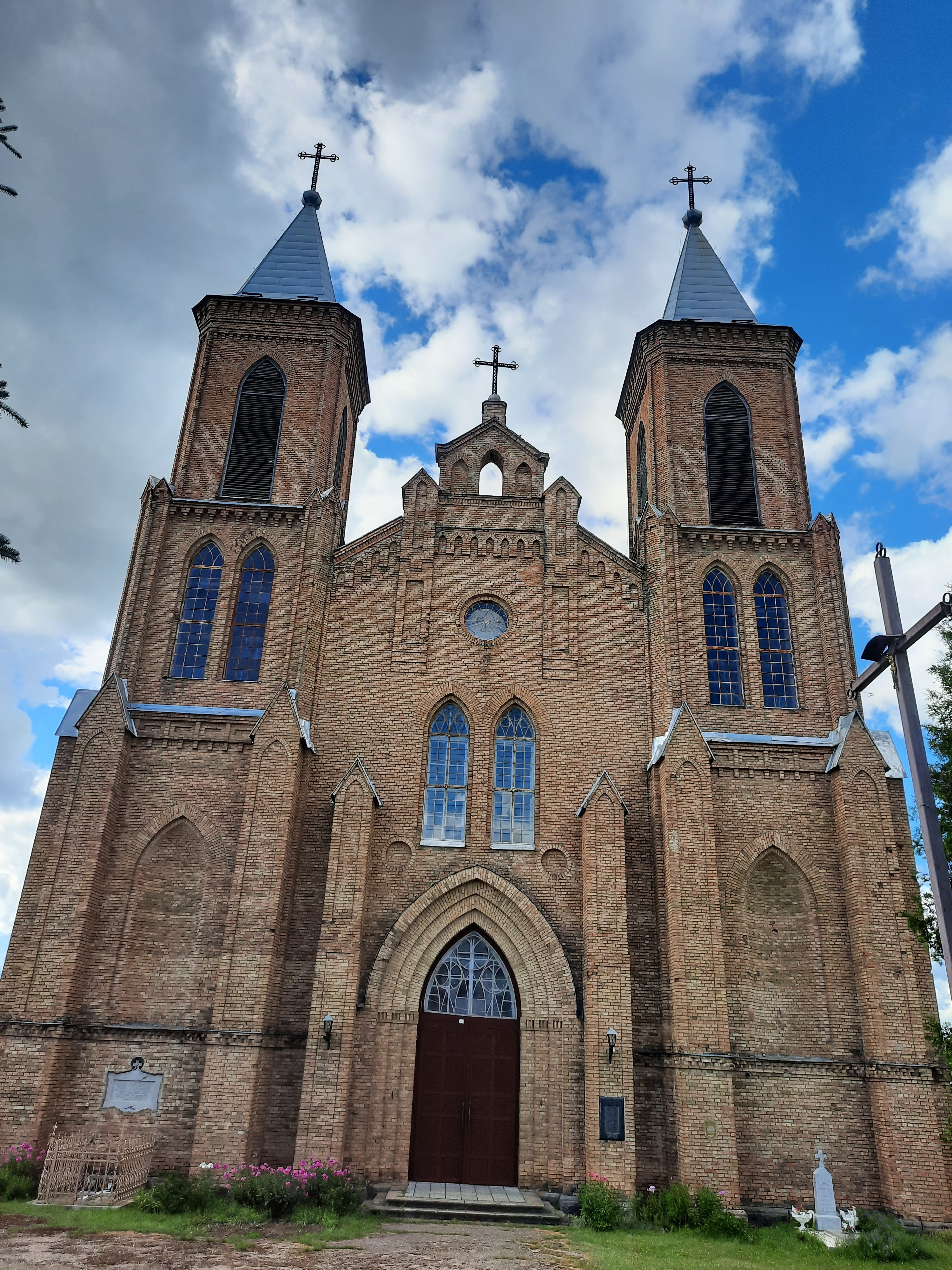
Католический храм Рождества Девы Марии
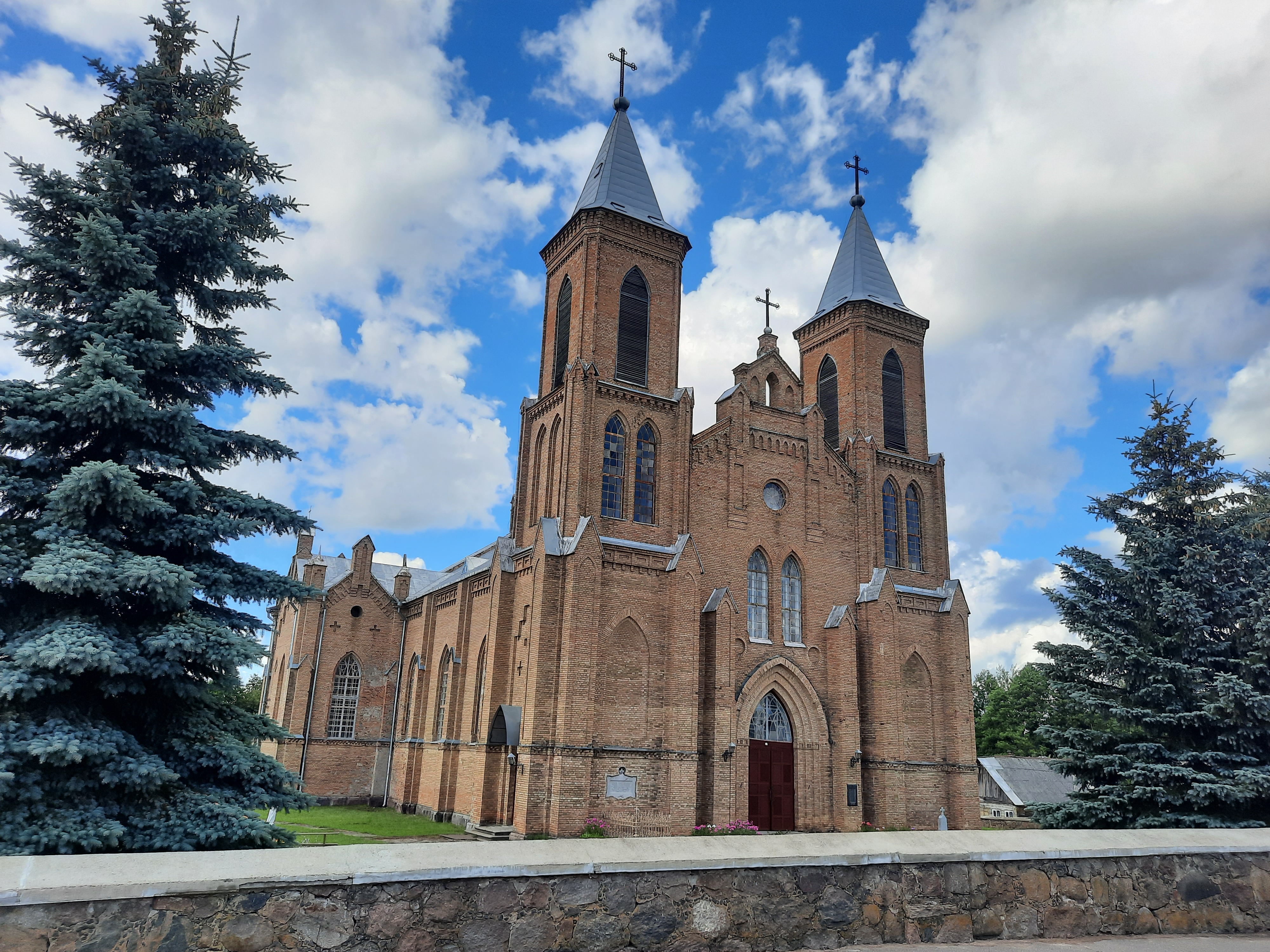
Католический храм Рождества Девы Марии
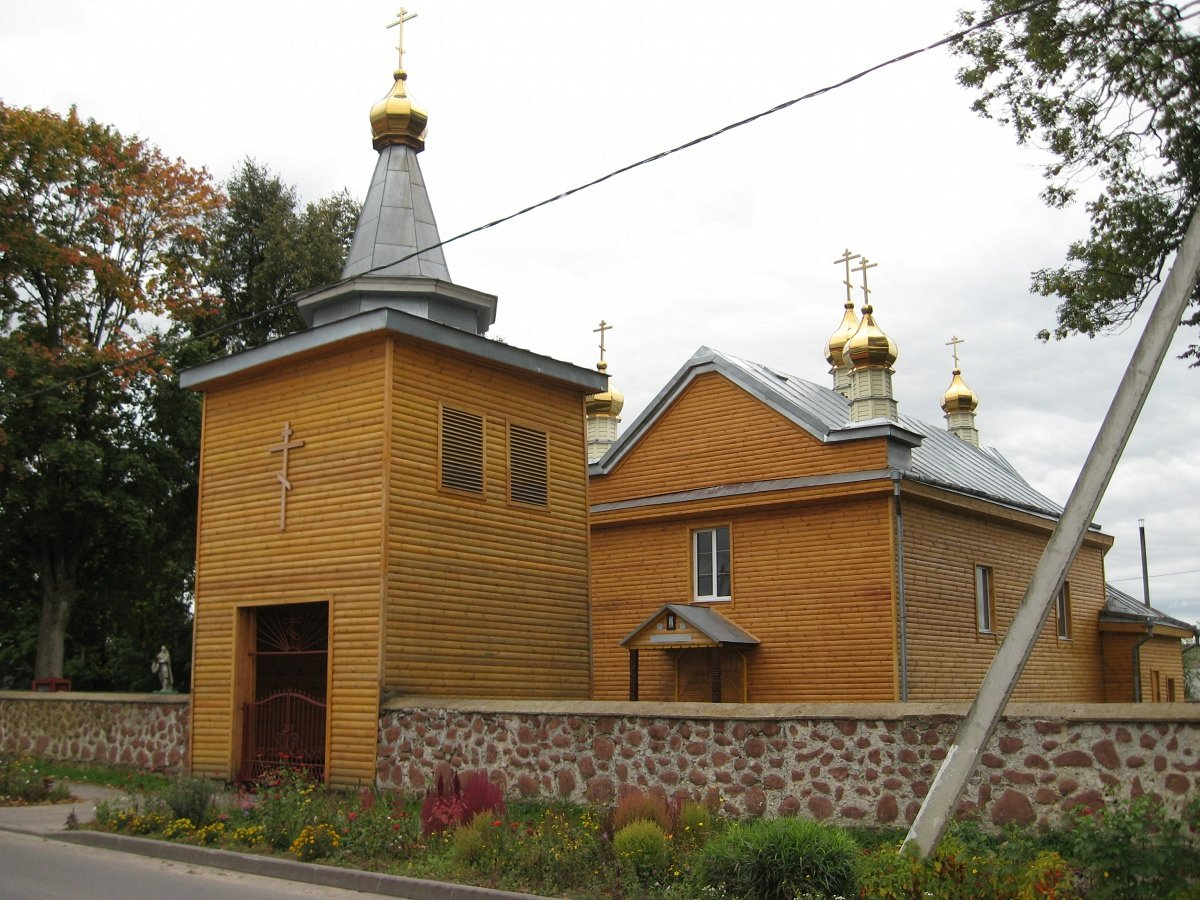
Православная церковь св. Петра и Павла
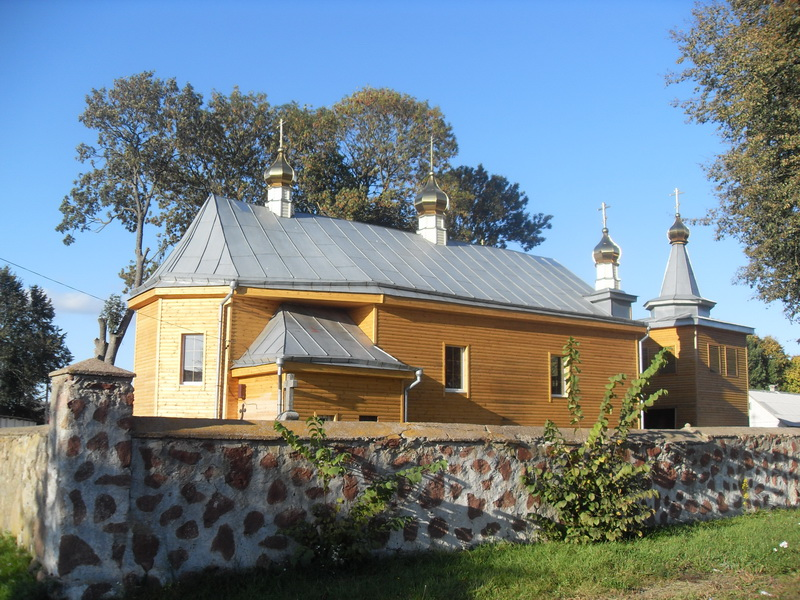
Православная церковь св. Петра и Павла
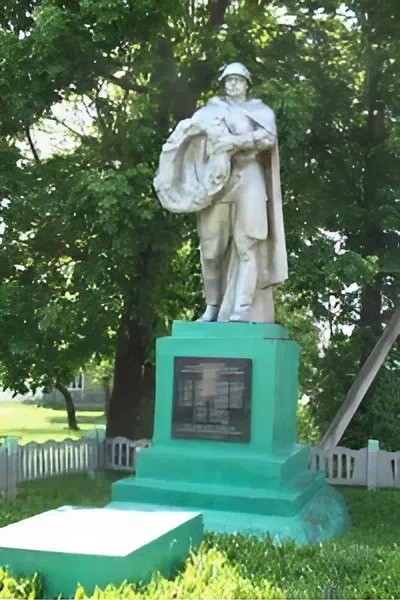
Братская могила, 1944 г., в аг. Трабы